# Sant’Elena al Calvario
Sant’Elena al Calvario ist ein Libretto zu einer azione sacra in zwei Teilen von Pietro Metastasio. Es ist das zweite seiner sieben in Wien geschriebenen Oratorienlibretti und wurde ungefähr 30 Mal vertont. Erstmals aufgeführt wurde es in der Vertonung von Antonio Caldara am 20. März 1731 in der Hofburgkapelle in Wien.
Eine deutsche Übersetzung des Librettos erschien 1753 und 1766 in Augsburg als Sprechdrama mit dem Namen Helena, die heilige Kaiserinn auf dem Calvarieberge in der Geistlichen Schaubühne des Ulmer Augustiners Peter Obladen.

## Handlung
Das Libretto handelt von der Pilgerreise der Heiligen Helena, der Mutter Kaiser Konstantins des Großen, nach Jerusalem, auf der sie der Legende zufolge das Grab und das Kreuz Christi wiederentdeckte.

„Nach dem Zeugnisse des Nicolaus von Lira, und des heiligen Hieronymus, will die bekannte Weißagung Isaiae 11, 10. Sein Grab wird herrlich seyn, nichts anderse sagen, als: Das Grab unsres Erlösers werde einsmal das Absehen der Pilgrimschaft vieler Gläubigen, auch großer und mächtiger Weltbeherrscher werden, als welche aus der weiten und breiten Welt selbes zu ehren, zusammen kommen werden. Durch drey ganze Jahrhunderte hat sich diese Weißagung nicht erwiesen, allermaßen das heilige Grab durch solche Zeit verborgen geblieben: nachmalen von der treulosen Judenschaft entheiliget, von den gottlosen Heyden aber, welche, um das Gedächtniß einer so heiligen Behältniß gänzlich aus den Herzen der Wahrgläubigen zu tilgen, auf selben Gebäude, und schändliche Bilder, zu Ehren ihrer so unreinen als verfluchenswürdigen GÖtter aufgerichtet, entweihet worden. So bald aber der große Constantin das gelobte Morgenland von der grausamen Wut des Licinius, eines geschwornen Feindes und Verfolgers der Christen, befreyet, hat sich die heilige Helena aus Eingebung GOttes, in dem Schlafe durch himmlische Gesichter ermahnet, aufgemacht, den Calvarieberg zu besuchen. Daselbst hat sie mit Beyhülfe des damaligen Bischofs von Jerusalem Macarius, nicht nur das Grab, nach dem sie schon lang geseufzet, sondern auch das allerheiligste Kreuzzeichen unsrer Erlösung gefunden. Damit aber die Weißagung Isaiae erfüllet werde, hat Helena eines und das andere zur Verehrung der Christgläubigen Welt ausgesetzt… Die Vorstellung also der Erfüllung obiger Weißagung zu zeigen, finde ich eine erwünschte Gelegenheit in den zarten und herzlichen Anmuthungen, welche in dieser großen Kaiserinn rege wurden, als sie das herrliche Werkzeug unsrer Erlösung gefunden. Also nämlich müssen jene aller Gläubigen beschaffen seyn, besonders in dieser Zeit, welche von der Kirche gewidmet worden, dieß heilige Geheimniß feyerlich zu begehen.“

### Erster Teil
Bischof Macario begrüßt Helena in Jerusalem. Diese ist ergriffen, im heiligen Land angekommen zu sein. Der römische Landpfleger Draciliano meldet die Ankunft von zwei Personengruppen, einer Frauengruppe mit der christlich geborenen Römerin Eudossa und einer Männergruppe mit dem neu getauften Eustazio aus Palaestina. Die beiden Gruppen besingen als Chor das Leid Christi, durch das die Welt erlöst wurde. Helena erkundigt sich bei ihnen nach dem Ort des Grabes Jesu. Eustazio erklärt, dass dieser schon seit langem nicht mehr bekannt sei, und Eudossa ergänzt, dass er von den Heiden geheim gehalten und mit Götzenbildern überbaut worden sei. Helena drängt darauf, die Suche nach dem Kreuz zu beginnen. Sie erzählt von einem Traum, in dem sie in einer Wüste eine Quelle gefunden hatte. Eustazio hält dies für ein gutes Vorzeichen. Er glaubt, Gott habe das Kaiserhaus als Spender seiner Wohltaten ausersehen. Nach einem Gebet Helenas endet der erste Teil mit einem Chor, der die Bedeutung der Monarchen als positives oder negatives Vorbild seiner Untertanen hervorhebt.

### Zweiter Teil
Das Grab wurde gefunden, und Macario, Draciliano, Eustazio und Eudossa präsentieren es Helena. Diese reagiert jedoch nicht wie von den anderen erwartet freudig, sondern erbleicht vor Ehrfurcht und gedenkt des Leidens Christi. Macario vergleicht das marmorne Grab mit der Mutter Gottes, da beide den Erlöser in sich verschlossen gehalten hatten. Helene nähert sich dem Grab und entdeckt unter dem Schutt die Kreuze von Jesus und seinen beiden Mitverurteilten. Eudossa rät zur Geduld, da man noch nicht wissen könne, welches davon das Kreuz Jesu ist. Da das Namensschild nicht mehr am Kreuz befestigt ist, ist eine eindeutige Zuordnung nicht möglich. Da nähert sich ein Leichenzug. Macario schlägt vor, das mittlere der drei Kreuze auf die Probe zu stellen. Er bittet Helena, am Grab zu bleiben, um ihr Vorhaben durch Gebete zu unterstützen, und entfernt sich mit Eustazio. Nach einer Weile kehrt Eustazio zurück und berichtet, dass Macario das Kreuz über den Leichnam gehalten habe und der Tote wieder zum Leben zurückgefunden habe. Damit sind alle Zweifel zerstreut. Nun kehrt auch Macario zurück. Er ruft das Volk auf, angesichts des Kreuzes alle bösen Neigungen abzulegen. Auch Helena bittet Gott um Vergebung für ihre Sünden. Zum Abschluss des Oratoriums fordert der Chor die Gläubigen auf, ihrem Beispiel zu folgen.

## Gestaltung
Die sieben Wiener Oratorien Metastasios stehen in der Nachfolge derjenigen seines Amtsvorgängers Apostolo Zeno. Einfachheit und Klarheit im Aufbau sind vorherrschend. Metastasio verzichtete innerhalb der Handlung auf göttliche und allegorische Personen und hielt sich an die drei Aristotelischen Einheiten von Raum, Zeit und Handlung. Daher werden viele Passagen nur rückblickend erzählt. Seine theologischen Interpretationen halten sich streng an die exegetischen Vorgaben der Kirche. An vielen Stellen gab er Belege in Form von Bibelstellen und Zitaten aus Schriften von Kirchenlehrern an. Wie in seinen Opernlibretti wird die Handlung in Rezitativen dargestellt, die in Da-Capo-Arien münden. Ensemblestücke und Chöre werden nur sparsam eingesetzt.

## Vertonungen
Folgende Komponisten vertonten dieses Libretto:
| Komponist                        | Uraufführung                                         | Aufführungsort  | Anmerkungen |  |
| -------------------------------- | ---------------------------------------------------- | --------------- | --- |  |
| Antonio Caldara                  | 20. März 1731, Hofburgkapelle                        | Wien            | |  |
| Leonardo Leo                     | 1732                                                 | Neapel          | auch 1733 in Modena; 1734 in Bologna sowie in lateinischer Sprache in Prag; 1744 in Venedig, 1773 im Stift Kremsmünster                           |  |
| Francesco Bartolomeo Conti       | 1736, Saint James Parish Church                      | Brünn           | Der Uraufführungsdatenbank der Universität Stanford zufolge stammt das Libretto von Antonio Maria Lucchini. Conti starb bereits am 27. Juli 1732. |  |
| Pietro Vincenzo Chiocchetti      | 1737, Congregazione dell’Oratorio di S. Filippo Neri | Genua           | |  |
| Benedetto Leoni                  | 1737, Congregazione dell’oratorio di S. Filippo Neri | Genua           | |  |
| Johann Adolph Hasse              | 9. April 1746, Hofkapelle                            | Dresden         | deutsche Fassung als Die heilige Helena an der Schädelstäte; auch 1753 in Dresden                                                                 |  |
| Carlo Luigi Grua                 | 1750, Cappella elettorale Palatina                   | Mannheim        | |  |
| Johann Ernst Eberlin             | wahrscheinlich zwischen 1753 und 1763                | Salzburg        | deutsch als Die Heilige Helena Auf dem Schedelberg, Oder die Erfindung Des heiligen Creutzes                                                      |  |
| Angelo del Seaglies              | 1757                                                 |                 | auch am 24. Oktober 1759 in Senigallia |  |
| Giovanni Battista Costanzi       | 1758                                                 | Macerata        | |  |
| Johann Gottlieb Naumann          | 15. April 1775, Hofkapelle                           | Dresden         | |  |
| Pasquale Anfossi                 | 1777                                                 | Rom             | 1781 in Bologna; 1786 in Rom; 1790 in Rom; 1822 in Rom                                                                                            |  |
| Pozzo                            | 1777                                                 |                 | |  |
| Lorenzo Baini                    | 1778, Oratorio di San Girolamo della Carità          | Rom             | |  |
| Fortunato Luciani                | 1779, Oratorio di San Girolamo della Carità          | Rom             | |  |
| Nicola Luciani                   | 1780, Collegio Germanico Ungarico                    | Rom             | |  |
| Sante Pascali                    | 1780, Congregazione dell’Oratorio                    | Rom             | Bearbeitung der 1777 entstandenen Vertonung von Pasquale Anfossi                                                                                  |  |
| Marianna von Martines            | 1781                                                 |                 | |  |
| Giuseppe Sarti                   | 1781                                                 | Florenz         | |  |
| Antonio Fontemaggi               | 1784                                                 | Rom             | |  |
| Francesco Bringeri               | um 1790, San Girolamo della Carità                   | Rom             | |  |
| Pietro Pompeo Sales              | 1790, Hofkapelle des Kurfürsten                      | Ehrenbreitstein | |  |
| Antonio Tozzi                    | 1790                                                 | Madrid          | |  |
| Gaetano Isola                    | 1791                                                 | Lissabon        | |  |
| Giovanni Giacomo Lepri           | 1817                                                 |                 | |  |
| Antonio Bencini                  | unbekannt                                            | Rom             | |  |
| Wilhelm Küffner                  | unbekannt                                            |                 | als Die heilige Helena |  |
| Giuseppe Morosini                | unbekannt                                            |                 | |  |
| Theodor von Schacht (mutmaßlich) | unbekannt                                            |                 | |  |

## Aufnahmen und Aufführungen in neuerer Zeit
- Johann Adolph Hasse:
  - 1999: Aufführung in Hamburg mit La Stagione Frankfurt und dem Dresdner Kammerchor unter der Leitung von Michael Schneider. Solisten: Romelia Lichtenstein (Sant’Elena), Anna Korondi (Eudossa), Claudia Schubert (Eustazio), Markus Brutscher (San Macario), Johannes Martin Kränzle (Draciliano).[39]
  - 2005: Aufführung in Faenza mit der Accademia Bizantina und dem Complesso Vocale La Stagione Armonica unter der Leitung von Ottavio Dantone. Solisten: Monica Piccinini (Sant’Elena), Francesca Lombardi Mazzulli (Eudossa), Barbara Di Castri (Alt), Makoto Sakurada (Tenor).[40]
- Leonardo Leo:
  - 2007/2008: Aufführungen bei den Salzburger Pfingstfestspielen und im Conservatorio Giuseppe Verdi in Mailand mit Europa Galante unter der Leitung von Fabio Biondi. Solisten: Gemma Bertagnolli, Lucia Cirillo und Anna Chierichetti (Sopran), Marina de Liso (Mezzosopran) und Roberto Abbondanza (Bariton).[41][42]
  - 2011: Aufführung in der Karol-Szymanowski-Philharmonie Krakau mit Europa Galante unter der Leitung von Fabio Biondi. Solisten: Gemma Bertagnolli (Sant’Elena), Vivica Genaux (San Macario), Anna Chierichetti (Eustazio), Helena Rasker (Eudossa), Roberto Abbondanza (Draciliono). Die Aufführung wurde von hr2-kultur im Radio übertragen.[43]

## Digitalisate
1. ↑  Libretto (italienisch) als Digitalisat beim Münchener Digitalisierungszentrum. In: Opere del signor abate Pietro Metastasio, Band 6, Herissant, Paris 1780, S. 365 ff.
2. 1 2  Peter Obladen: Helena, die heilige Kaiserinn auf dem Calvarieberge (deutsche Übersetzung des Librettos). In: Geistliche Schaubühne. Zweyte verbesserte Auflage. Matthäus Rieger und Söhne, Augsburg und Leipzig 1766. Digitalisat beim Münchener Digitalisierungszentrum, S. 159.
3. ↑  Libretto (italienisch)  der Oper von Antonio Caldara, Wien 1731. Digitalisat im Corago-Informationssystem der Universität Bologna.
4. ↑  Libretto (italienisch)  der Oper von Leonardo Leo, Modena 1733. Digitalisat im Corago-Informationssystem der Universität Bologna.
5. ↑  Libretto (italienisch) des Oratoriums von Leonardo Leo, Kremsmünster 1773 als Digitalisat beim Münchener Digitalisierungszentrum.
6. ↑  Partitur des Oratoriums von Leonardo Leo als Digitalisat beim International Music Score Library Project.
7. ↑  Libretto (italienisch/deutsch) des Oratoriums von Johann Adolph Hasse, Dresden 1746 als Digitalisat beim Münchener Digitalisierungszentrum.
8. ↑  Libretto (italienisch) des Oratoriums von Johann Adolph Hasse, Dresden 1753 als Digitalisat bei der Staatsbibliothek zu Berlin.
9. ↑  Libretto (italienisch) des Oratoriums von Carlo Luigi Pietragrua, Mannheim 1750 als Digitalisat beim Münchener Digitalisierungszentrum.
10. ↑  Libretto (italienisch) des Oratoriums von Pasquale Anfossi, Bologna 1781 als Digitalisat im Museo internazionale e biblioteca della musica di Bologna.
11. ↑  Libretto (italienisch) des Oratoriums von Sante Pascali, Rom 1780 als Digitalisat bei Google Books.
12. ↑  Libretto (italienisch) des Oratoriums von Giovanni Giacomo Lepri, Rom 1817 als Digitalisat im Internet Archive.